# Bundesverband Deutscher Unternehmensberatungen
Der Bundesverband Deutscher Unternehmensberatungen e. V. (BDU) mit Sitz in Bonn und einer Außenstelle in Berlin ist ein Wirtschafts- und Berufsverband der Managementberatungs- und Personalberatungsunternehmen in Deutschland.

## Mandat
Wesentliche Aufgabe des Verbands ist die Verbesserung der wirtschaftlichen und rechtlichen Rahmenbedingungen der Beratungsbranche. Außerdem erstellt der Verband jährlich aktuelle Marktstudien wie die „Facts&Figures zum Beratermarkt“ oder Studien zur Personal- und Outplacementberatung und erstellt vierteljährlich einen Geschäftsklima-Index für die Beraterbranche. Daneben formuliert er Qualitätsmaßstäbe für seine Mitgliedsunternehmen durch Mindesteintrittskriterien und durch Berufsgrundsätze (siehe Grundsätze ordnungsgemäßer Planung oder Grundsätze ordnungsgemäßer und qualifizierter Personalberatung). In den Fachverbänden werden aktuelle und zukünftige Trends der Managementberatung diskutiert, neue Beratungskonzepte erarbeitet und ein Erfahrungsaustausch angeboten. Der Verein ist derzeit in 10 Fachverbänden organisiert:
- Change Management
- Finanzierung
- Forum Baden-Württemberg
- Gründung, Entwicklung, Nachfolge
- Öffentlicher Sektor
- Outplacementberatung
- Personalberatung
- Personalmanagement
- Sanierungsberatung und Insolvenzberatung
- Unternehmensführung und -marketing

Der BDU ist gemäß Lobbyregistergesetz im Lobbyregister als registrierter Verband mit dem Interessenbereich Zusammenschluss qualifizierter Unternehmensberatungen und Personalberatungen; Förderung der beruflichen, fachlichen und wirtschaftlichen Interessen der Consultingwirtschaft und seiner Mitgliedsunternehmen aufgeführt.

## Struktur
Dem Verband steht ein Präsidium (sechs Mitglieder) und eine Geschäftsführung vor. Daneben übernimmt die Verbandskonferenz (die Vorsitzenden der Fachverbände) eine beratende Funktion. Das Verbandsgericht kann angerufen werden, wenn Mitgliedsunternehmen gegen die Berufsgrundsätze verstoßen haben.

## Mitgliedschaften
Der BDU ist Mitglied im Bundesverband der Freien Berufe (BFB), im Netzwerk Europäische Bewegung Deutschland, im International Council of Management Consulting Institutes (ICMCI) und in der European Confederation of Search & Selection Associations (ECSSA).

## Geschichte
Der Verband wurde unter dem Namen Bund Deutscher Unternehmensberater (BDU) 1954 gegründet und erhielt 1973 den Namen Bundesverband Deutscher Unternehmensberater. 2021 wurde er in Bundesverband Deutscher Unternehmensberatungen umbenannt. Nach Schade geht auf dessen Gründung auch das Bekanntwerden des Begriffs „Unternehmensberater“ zurück.